# Ларс Олден Ларсен
Ларс Олден Ларсен (норв. Lars Olden Larsen, нар. 17 вересня 1998, Осло, Норвегія) — норвезький футболіст, атакувальний півзахисник нідерландського «Неймегена».

## Клубна кар'єра
Ларс Олден Ларсен народився в столиці Норвегії і першим футбольним клубом в його кар'єрі став столичний «Орволл». У 2014 році Ласрен приєднався до молодіжної команди клубу «Волеренга», де продовжив навчання футболу. Але першим клубом Ласрена на дорослому рівні став столичний клуб КФУМ з Другого дивізіону. Свою першу гру Ларс Ларсен зіграв у квітні 2018 року.
У січні 2020 року футболіст перейшов до складу «Мйондалена», який виступав у Елітсерії. І в червні того року провів першу гру у новій команді.
У лютому 2022 року футболіст підписав контракт на три з половиною роки з російським клубом «Нижній Новгород». За команду провів одну гру в Кубку Росії та три матчі у турнірі РПЛ. 7 березня 2022 року ФІФА через початок російсько-української війни дозволила легіонерам, що грають у Росії в односторонньому порядку призупиняти контракти з клубами до кінця сезону. Ларс Ларсен скористався цією опцією і 19 березня на правах оренди перейшов до шведського «Геккена».

## Збірна
У 2019 році Ларс Олден Ларсен провів два матчі у складі молодіжної збірної Норвегії.

## Титули і досягнення
- Чемпіон Швеції (1):

«Геккен»: 2022
- Володар Кубка Швеції (1):

«Геккен»: 2022-23